# Madżra Wastani
Madżra Wastani – wieś w Syrii, w muhafazie Aleppo, w dystrykcie Manbidż. W 2004 roku liczyła 331 mieszkańców.